# Santa Lucía Utatlán
Santa Lucía Utatlán est une ville du Guatemala dans le département de Sololá.